# Ángel María de Lera
Ángel María de Lera (Baides, 7 de mayo de 1912-Madrid, 23 de julio de 1984) fue un novelista español. 

## Biografía
Nació en la localidad guadalajareña de Baides el 7 de mayo de 1912. Su padre era médico de la beneficencia municipal. Pasó su infancia en varias localidades de Castilla y La Rioja. Siendo aún niño, ingresó en el Seminario Menor de Vitoria, donde cursó cinco años de Latín y Humanidades. Pasó después al Seminario Conciliar, donde se estudiaba Teología y Filosofía, hasta que en 1930 sufrió una crisis de fe y lo abandonó. Con motivo del fallecimiento de su padre durante una epidemia de gripe, mientras ejercía como médico, a su madre se le concedió una administración de Loterías en La Línea de la Concepción (Cádiz), y por ello, la familia de Lera se trasladó a Andalucía. Allí terminó el bachillerato e inició en 1932 los estudios de Derecho por libre en la Universidad de Granada mientras residía en la ciudad gaditana. Desde 1932 escribió en el periódico anarquista La Tierra con el pseudónimo «Ángel de Samaniego», y —crítico con la línea de la CNT— se afilió al Partido Sindicalista a raíz de una visita de Ángel Pestaña a La Línea en 1935.
Al producirse la sublevación militar de 1936 y, con su parcial fracaso, el inicio de la guerra civil, escapó a Málaga vía Gibraltar, y decidió enrolarse en una unidad militar. En septiembre ya está en Madrid; colabora en El Sindicalista, forma parte del comité nacional de su partido y, avanzado octubre, es nombrado por Largo Caballero representante de su partido como comisario de guerra, con la misión de elevar la moral combatiente y frenar el rápido avance de las tropas sublevadas y posteriormente del Madrid asediado. A finales de 1937 entrará en el 549 batallón de la 138 brigada mixta adscrita a la 33 división del IV Cuerpo de Ejército, bajo el mando de Cipriano Mera, donde alcanzará el grado de comandante. Vivió los acontecimientos del golpe de Casado en Madrid. Aunque no quiso participar en los enfrentamientos, pasó unos días detenido por los afectos al sector negrinista. Sus experiencias vividas durante la guerra —y particularmente, la agonía republicana— están recogidas en la novela Las últimas banderas, galardonada con el Premio Planeta en 1967.
Al término de la guerra tomó la decisión de permanecer en Madrid, siendo apresado a las tres semanas. En 1939 fue condenado a muerte en consejo de guerra sumarísimo, pena que le fue conmutada por la de treinta años; salió en libertad condicional en 1944, pero volvió a ser detenido y condenado a 21 años; permaneció en prisión hasta diciembre de 1947. Tras salir de la cárcel hubo de aceptar oficios como peón de albañil, barrendero, escritor por encargo y agente de seguros, hasta que consiguió el puesto de contable de una pequeña fábrica de licores de Madrid. Poco a poco empezó a hacer colaboraciones en la prensa hasta que publicó su primera novela titulada Los olvidados en 1957. Puede entonces dedicarse profesionalmente a escribir. Su novela La boda fue llevada al cine en 1964 con la dirección de Lucas Demare. Entre los periódicos en que colaboró destaca el diario ABC. Fue autor de novelas como Se vende un hombre (1973), con la que consiguió el premio Ateneo de Sevilla, Oscuro amanecer, El hombre que volvió del paraíso (1979), Secuestro en Puerta de Hierro (1982) y Con ellos llegó la paz (1984).
En 1978 publicó Ángel Pestaña. Retrato de un anarquista, una biografía del anarcosindicalista Ángel Pestaña, de la que, a pesar del «buen oficio del autor», se ha señalado la carencia de aparato crítico y bibliografía. En esta obra el autor no oculta sus «simpatías» con el biografiado, a quien conoció en persona y del cual fue correligionario.
Su obra se enmarca en el realismo de la posguerra, con un fuerte contenido social, escribiendo cerca de una veintena de novelas. Como fundador y presidente de la Asociación Colegial de Escritores se implicó en la defensa de los intereses de estos.
Se casó en 1950 y tuvo dos hijos. Falleció en Madrid el 23 de julio de 1984.
Tras su fallecimiento, Radio Nacional de España emitió el serial con guiones suyos Una visita inesperada.
El 25 de abril de 2025, el Instituto Cervantes le homenajeó depositando un legado suyo en la Caja de las Letras.
Desde 2019, la Asociación Colegial de Escritores convoca el Premio Ángel María de Lera al Fomento de la Labor del Escritor y de la Lectura. Lo han obtenido el Patronato Municipal de Cultura de Fuenlabrada (2020), Urueña Villa del Libro-Fundación Jorge Guillén (2021), la Red de Bibliotecas Públicas de Navarra (2022), la Escuela de Escritores (2023), el programa de Radio Nacional de España "La estación azul" (2024).

## Obras

### Novelas
- Los olvidados (1957). Ed. de Asunción Castro Díez, Madrid, Castalia, 2004.
- Los clarines del miedo (1958)
- La boda (1959)
- Bochorno (1960)
- La trampa (1962)
- Hemos perdido el sol (1964)
- Con la maleta al hombro (1965)
- Tierra para morir (1965)
- Las últimas banderas (1967, Premio Planeta)
- Los fanáticos (1969)
- Se vende un hombre (1973, Premio Fastenrath y Ateneo de Sevilla).
- Los que perdimos (1974)
- La noche sin riberas (1976)
- Oscuro amanecer (1977)
- El hombre que volvió del paraíso (1979)
- Secuestro en Puerta de Hierro (1982)
- Con ellos llegó la paz (1984, póstuma)

### No ficción
- Por los caminos de la medicina rural (1966)
- Mi viaje alrededor de la locura (1972)
- Diálogos sobre la violencia (1974; entrevistas)
- Carta abierta a un fanático (1975)
- Ángel Pestaña. Biografía de un anarquista (1978)
- La masonería que vuelve (1981)